# 肯尼克特-施密特定律
在天文学中，肯尼克特-施密特定律（或简称“施密特定律”）是在给定区域关于气体密度和恒星形成率之间的一经验性的关系。这一关系首先由马尔滕·施密特于1959年的一篇文章中提出。文章中表示恒星形成速率的表面密度和本地气体表面密度呈正幂指数{\displaystyle n}关系。比如：{\displaystyle \Sigma _{SFR}\propto (\Sigma _{gas})^{n}}.
总体来说，恒星形成速率的表面密度{\displaystyle (\Sigma _{SFR})}的单位是每平方秒差距每年产生多少个太阳质量即{\displaystyle (M_{\odot }~{\textrm {yr}}^{-1}{\textrm {pc}}^{-2})}，气体表面密度，单位为克每平方秒差距{\displaystyle ({\textrm {g}}~{\textrm {pc}}^{-2})}。分析太阳近邻的气态氦和年轻恒星，白矮星的本地密度，光度函数以及本地的氦密度，施密特表示幂指数n大约为2（非常可能在1到3之间）。所有的研究数据均从银河系中收集得到，尤其是在太阳的近邻区域。
1989年，罗伯特·肯尼科特发现7个样本中每个星系的H{\displaystyle \alpha }强度都符合施密特定律。最近，他又研究了大约100个近邻星系中气体密度和恒星形成率的关系，估计幂指数{\displaystyle n=1.4\pm 0.15}。